# Холін
| Холін Гідроокис 2-оксиетилтриметиламонія | Холін Гідроокис 2-оксиетилтриметиламонія |
| (CH3)3N+CH2CH2OH] OH−                    | (CH3)3N+CH2CH2OH] OH−                    |
| ---------------------------------------- | ---------------------------------------- |
| Тип:                                     | Вітаміни                                 |
| Норми споживання                         |                                          |

Холі́н (від грец. χολή — жовч) — гідроокис 2-оксиетилтриметиламонію, [(CH3)3N+CH2CH2OH] OH−. Холін зазвичай відносять до вітамінів групи В (вітамін B4 або Bp), хоча тварини та мікроорганізми здатні його синтезувати.

## Властивості
Прозорі кристали, які добре розчиняються у воді, етиловому спирті, нерозчинні в етері, бензені. Холін легко створює солі з сильними кислотами, його водні розчини мають властивості сильних лугів.

## Наявність у природі
Вперше був отриманий з жовчі. Широко розповсюджений в живих організмах. Особливо високий його вміст в яєчному жовтку, мозку, печінці, нирках та м’язі серця.
Знаходиться в капусті, шпинаті, сої.

## Біохімія та фізіологічні функції холіну
- В організмі з холіну синтезується дуже важливий нейромедіатор-передавач нервового імпульсу — ацетилхолін. Холін є важливою речовиною для нервової системи та покращує пам’ять.
- Входить до складу фосфоліпідів (наприклад, лецитину, сфінгоміеліну).
- Бере участь у синтезі амінокислоти метіонін, де є постачальником метильних груп.
- Впливає на вуглеводний обмін, регулюючи рівень інсуліну в організмі.
- Холін є гепатопротектором і ліпотропним засобом. В комплексі з лецитином сприяє транспорту та обміну жирів в печінці.

### Авітаміноз
Відсутність холіну в їжі призводить до відкладення жиру в печінці, пошкодження нирок і кровотеч.

## Застосування
Холін необхідний для лікування захворювань печінки та при атеросклерозі.
В медицині для лікування захворювань печінки застосовують хлорид холіна. Його вводять також в склад комбікормів сільськогосподарських тварин. Для аналітичних цілей використовують здатність холіну давати погано розчинні солі з фосфорновольфрамової, платинохлористоводневої та деякими ін. гетерополікислотами.
Холін, його солі та ефіри зареєстровані як харчовий додаток E1001.